# Дом еврея в Австрии
«Дом еврея в Австрии» (нем. Judenhaus in Österreich) — картина австрийского художника Фриденсрайха Хундертвассера, написанная в 1962 году. Картина находится в Доме искусств в Вене (в аренде из частной коллекции).

## Описание
Хундертвассер начал писать полотно «Дом еврея в Австрии» в декабре 1961 года в Вальдфиртеле, а закончил 4 июня 1962 года на острове Джудекка в лагуне Венеции. В 1962 году художник женился на Юко Икевади (развелся в 1966 году). Также в этому году прошла его успешная выставка-ретроспектива на Венецианской биеннале, организованной Винценцом Людвигом Оберхаммером.
Изображённые на картине окна, излучают тёплое сияние, словно вокруг царит тьма. Среди звучного богатства красок задний двор является резервуаром крови. Над домом небо кровоточит, а в окнах изображены красные точки внутри дома. Хундертвассер нарисовал кровь практически везде. В нескольких картинах-полотнах, созданных в середине 1960-х годов, Хундертвассер отобразил свои мысли о случившемся в Австрии в период правления нацистов. Картина написана в смешанной технике на обёрточной бумаге, загрунтованной мелом и поливинилом на джутовой циновке поливинилом яичной темперой и масляными красками. «Дом еврея в Австрии» занесено Хундертвассером в каталог собственных работ под № 531.
Продолжая начатое в картине «Дом еврея в Австрии», художник создал также «Кровь—Сад-Дома с жёлтым дымом».